# Lassaner Winkel

Lassaner Winkel auf einer schwedischen Matrikelkarte von 1694

Der Lassaner Winkel ist ein Landstrich im Landkreis Vorpommern-Greifswald in Mecklenburg-Vorpommern. Gemeint ist der Festlandgürtel zwischen Anklam und Wolgast vor der Insel Usedom. Der Lassaner Winkel ragt in den Peenestrom hinein, gegenüber liegen die Krumminer Wiek, die Gnitz-Halbinsel, das Achterwasser und der Lieper Winkel. Mittelpunkt des Lassaner Winkels ist die namensgebende Hafenstadt Lassan, eine der kleinsten Städte in Mecklenburg-Vorpommern und in Deutschland.
Der Küstenstreifen gehört zum Naturpark Flusslandschaft Peenetal sowie zum Naturpark Insel Usedom.

## Name

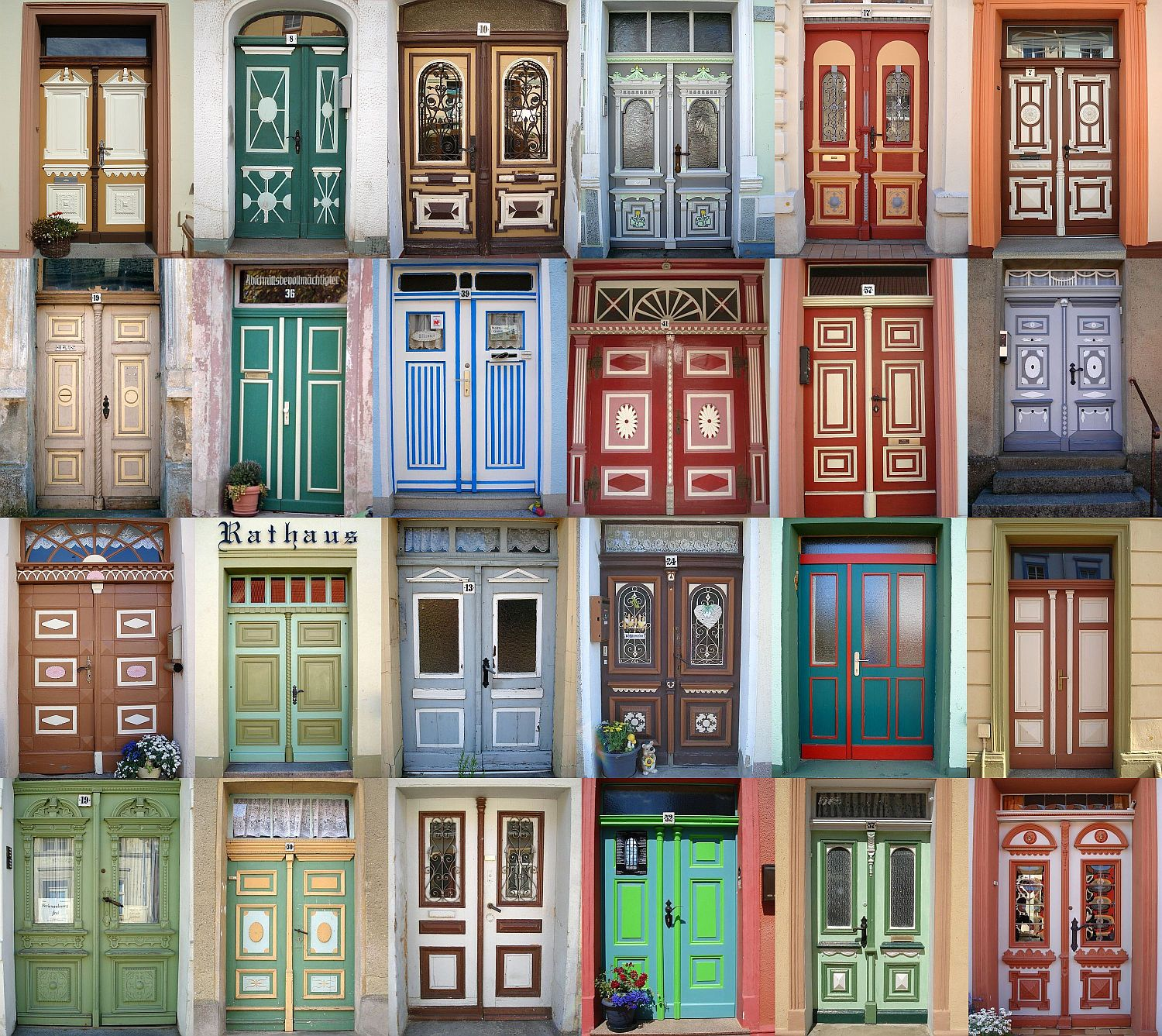
Die hölzernen Haustüren in Lassan zeigen eine beachtliche Vielfalt.

In der Boddenlandschaft Mecklenburg-Vorpommerns tragen Halbinseln oft die Bezeichnung „Winkel“. Beispiele hierfür sind der Klützer Winkel in Mecklenburg sowie der Lieper und der Usedomer Winkel in Vorpommern. In der Literatur taucht die Bezeichnung Lassaner Winkel 1862 in Karl Viohls Chronik Geschichte der Stadt Lassan auf. Viohl bezieht sich darin wiederum auf Akten aus und nach dem Dreißigjährigen Krieg:

„Dies führt uns an das Ende des dreißigjährigen Krieges zurück, dessen Schrecken sich auch bis auf diesen entfernten Landwinkel, der in den Akten häufig der Lassaner Winkel genannt wird, verbreiteten.“

Die Bezeichnung „Lassaner Winkel“ findet heute vorwiegend im touristischen Sinne Verwendung und wird auch solcherart vermarktet.

## Geographie

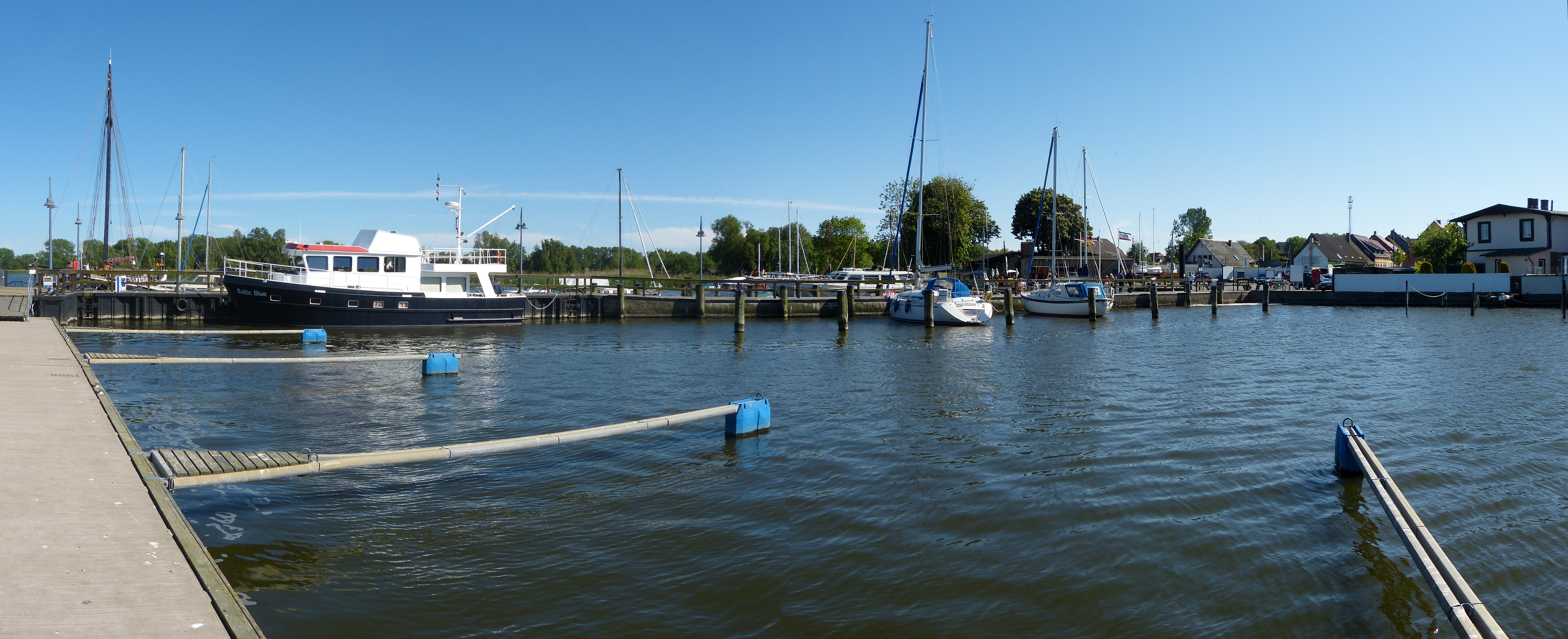
Der Lassaner Hafen in der Lasaner Bucht.

Die Landschaft wurde in der letzten Eiszeit geformt und liegt im Vorland der Velgaster Staffel. Die Weichsel-Eiszeit ließ flache Grundmoränen und hügelige Endmoränenlandschaften zurück. Das Schmelzwasser des Gletschereises floss über die Urstromtäler ab und schuf so das Vorpommersche Talnetz mit Peene und Oder. Übrig geblieben sind kleine Seen und eiszeitliche Sölle, sogenannte Himmelsaugen.
Verkehrstechnisch erreicht man den Lassaner Winkel über die Bundesstraße 111 von Wolgast oder über die Bundesstraße 110 von Anklam in Richtung Usedom. Darüber hinaus bildet die Region den östlichen Ausläufer der Vorpommerschen Dorfstraße und ist in das Wanderwegenetz der Via Baltica eingebunden.
Da Lassan in der Lassaner Bucht über einen Hafen verfügt, ist der Winkel auch auf dem Wasserweg von Ostsee, Stettiner Haff oder Achterwasser erreichbar. Laut der Lassanschen Wasserverordnungen von 1535, 1571, 1603 und 1711 gehörten das Achterwasser sowie der südliche Teil des Peenestroms über mehrere Jahrhunderte als Lassansche Wasser zum Einflussbereich der Küstenstadt Lassan, die auf dem Gewässer die Fischereigerechtigkeit besaß.

„Bei dieser Wasserverordnung ist bemerkenswert, dass unter dem Lassanschen Wasser das ganze Achterwasser und die Peene von einschließlich Bauer bis Klotzow verstanden wird, und dass auch die Anklamer unter denen genannt werden, die das Lassansche Wasser gegen übliche Pacht befischen.“

## Orte im Lassaner Winkel

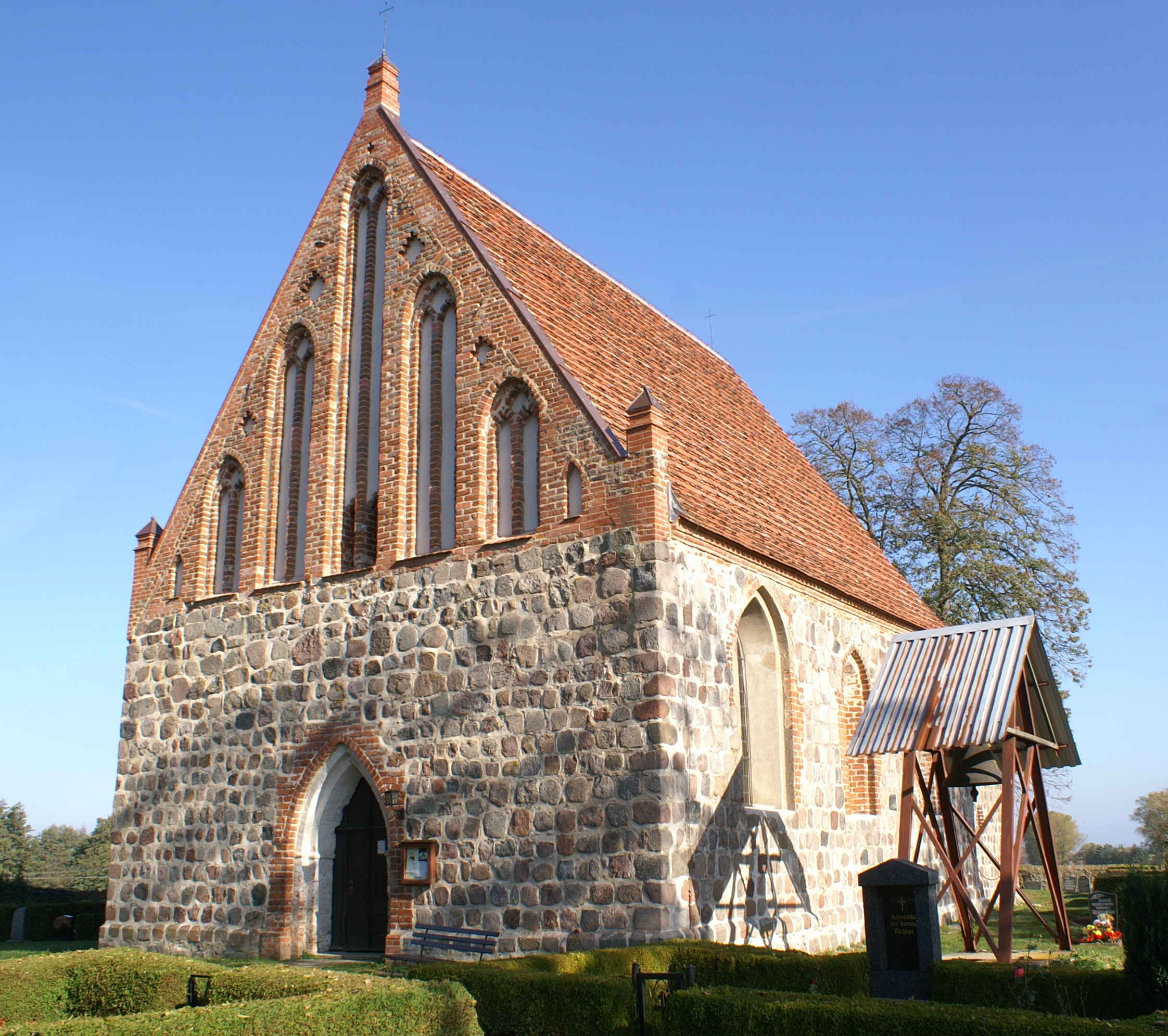
St. Nikolai zu Bauer in Wehrland

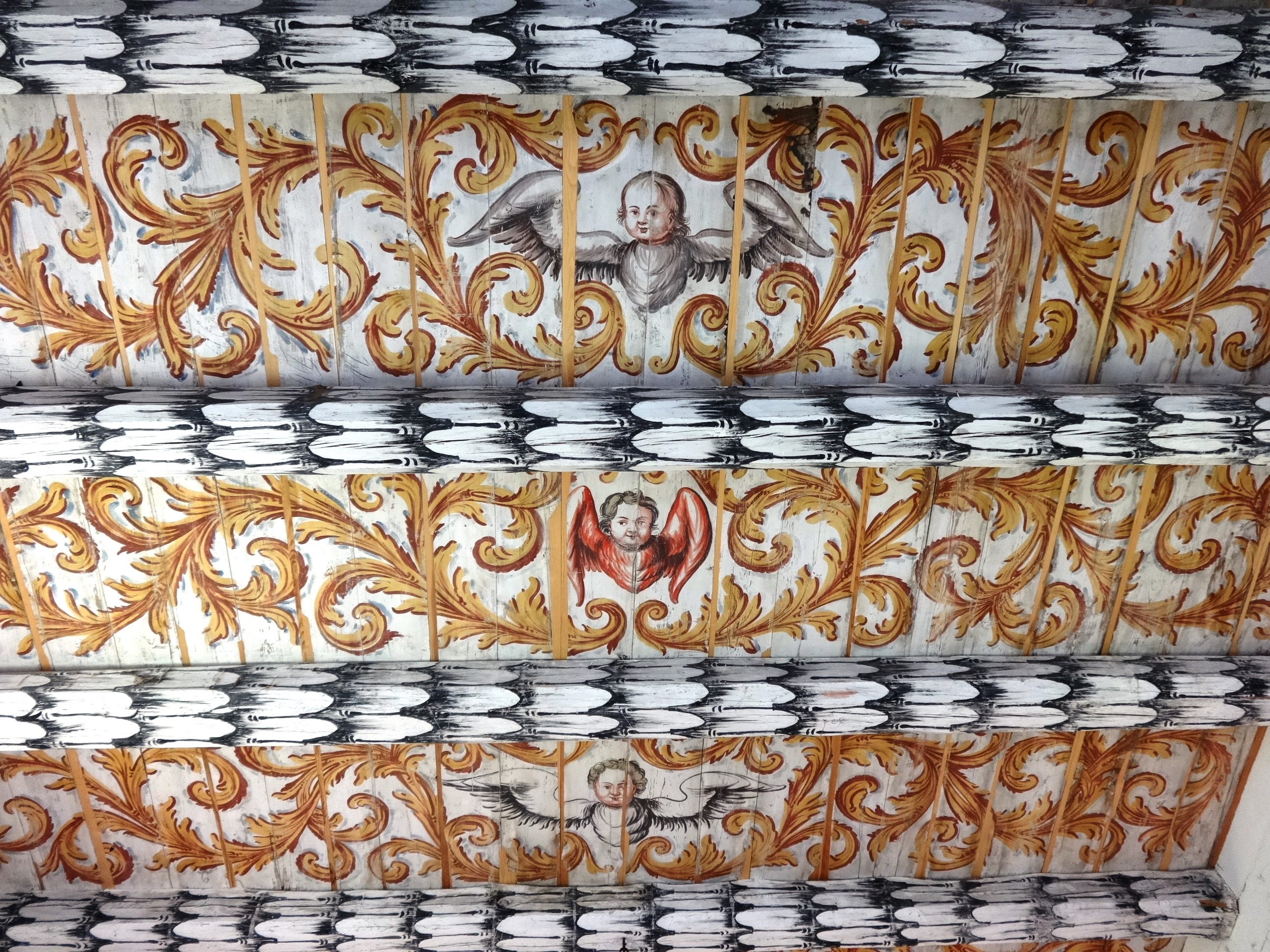
Barocke Decke in St. Nikolai

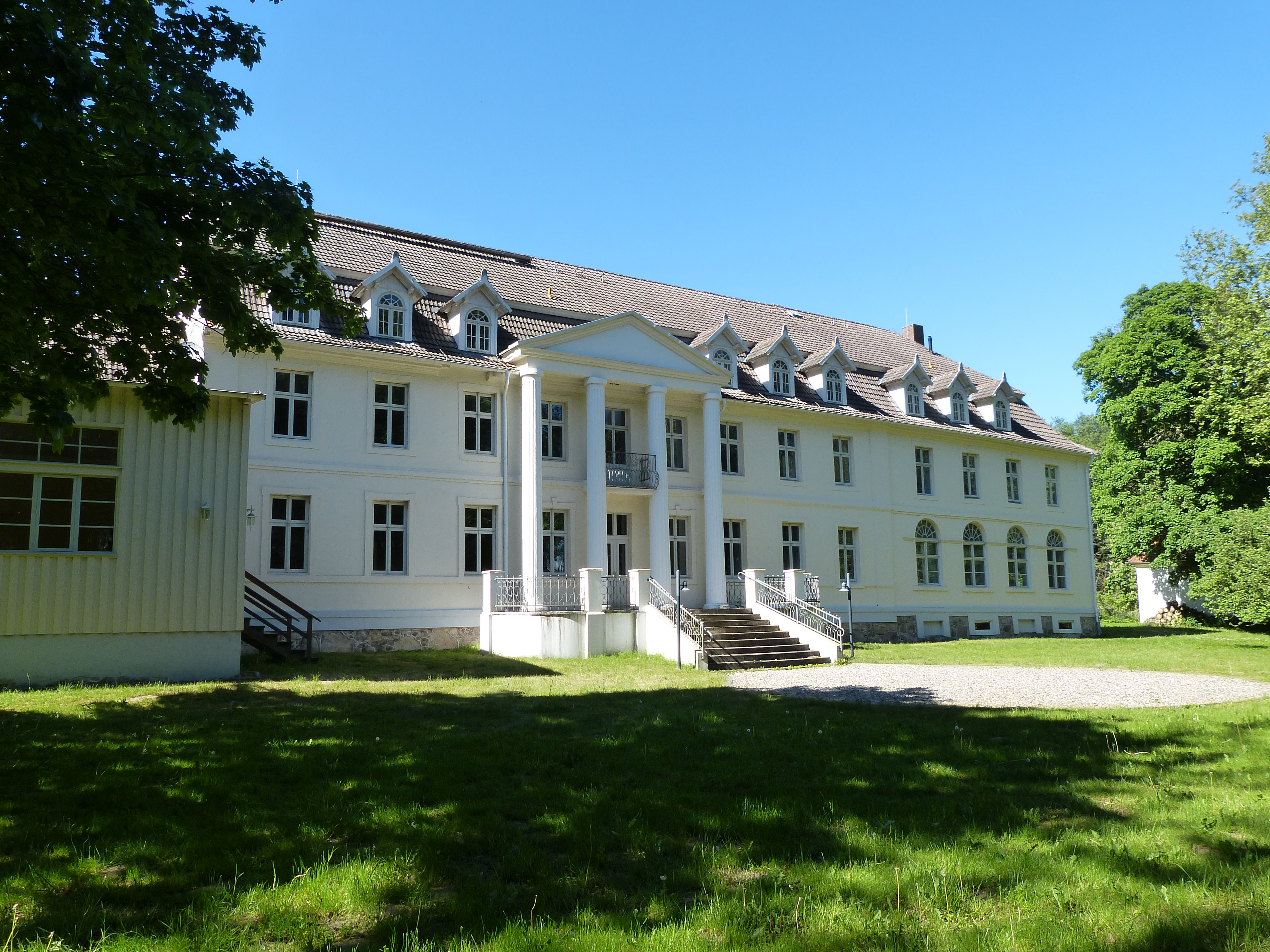
Herrenhaus Buggenhagen, Südseite

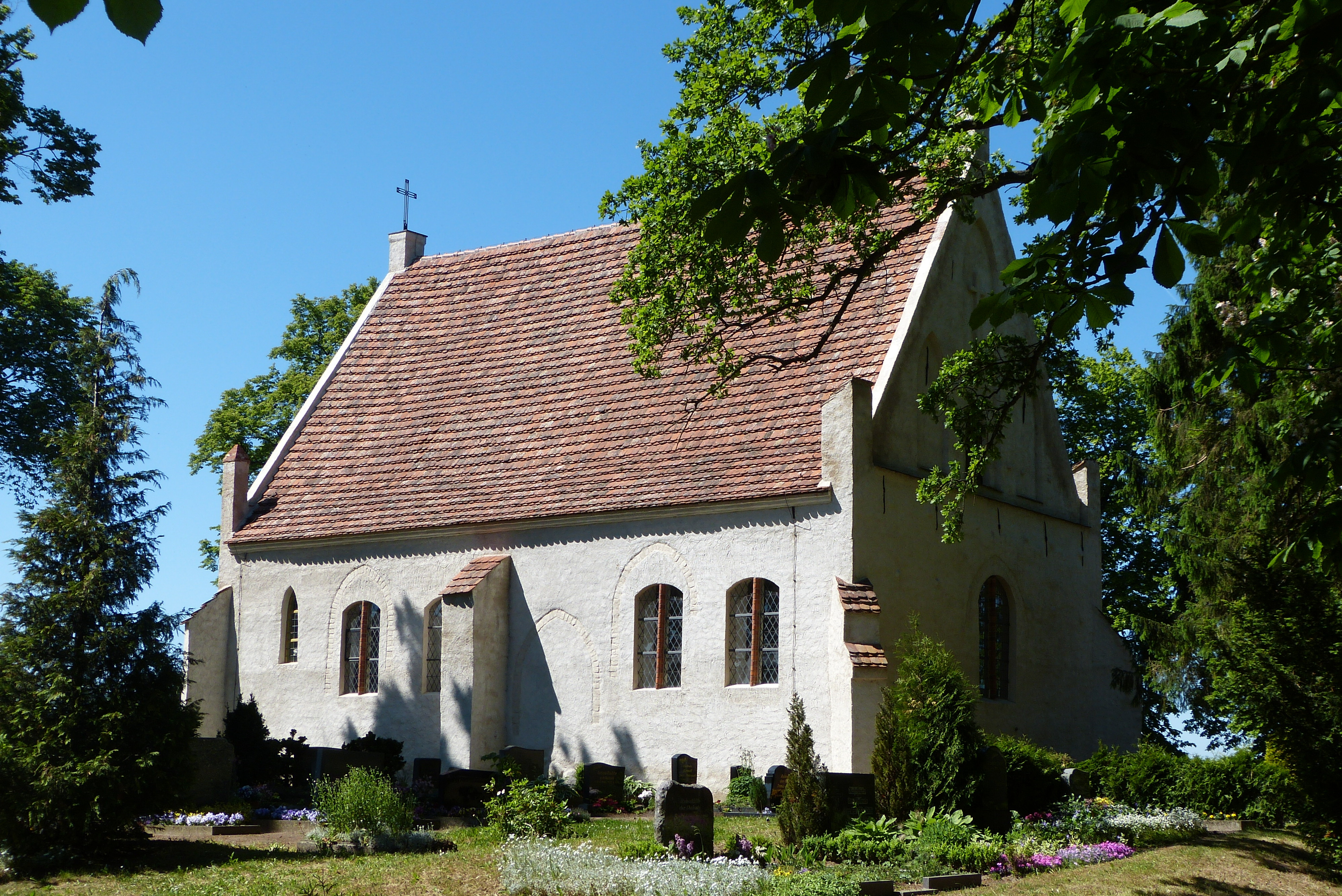
Dorfkirche Pinnow

Laut Informationsbroschüre des ortsansässigen Netzwerks „Kräuter, Kunst und Himmelsaugen“ vom November 2014 gehören auch Orte und Wohnplätze der angrenzenden Gemeinden Buggenhagen, Murchin und Zemitz zum Lassaner Winkel:
- Bauer (Amt Am Peenestrom)
- Buddenhagen (Stadt Wolgast)
- Buggenhagen (Amt Am Peenestrom)
- Jamitzow (Amt Am Peenestrom)
- Klein Jasedow (Amt Am Peenestrom)
- Klotzow (Amt Am Peenestrom)
- Lassan (Amt Am Peenestrom)
- Lassaner Vorwerk (Amt Am Peenestrom)
- Lentschow (Amt Züssow)
- Libnow (Amt Züssow)
- Murchin (Amt Züssow)
- Papendorf (Amt Am Peenestrom)
- Pinnow (Amt Züssow)
- Pulow (Amt Am Peenestrom)
- Seckeritz (Amt Am Peenestrom)
- Wangelkow (Amt Am Peenestrom)
- Waschow (Amt Am Peenestrom)
- Weiblitz (Amt Am Peenestrom)
- Wehrland (Amt Am Peenestrom)
- Zemitz (Amt Am Peenestrom)

Hauptort der Region ist die Hafenstadt Lassan in der Lassaner Bucht. Der Winkel ist beinahe deckungsgleich mit der Kirchgemeinde St. Johannis zu Lassan, die auch die Dorfkirchen von Murchin, Pinnow und Wehrland-Bauer umfasst.

## Tourismus

### Landschaftliche Besonderheiten

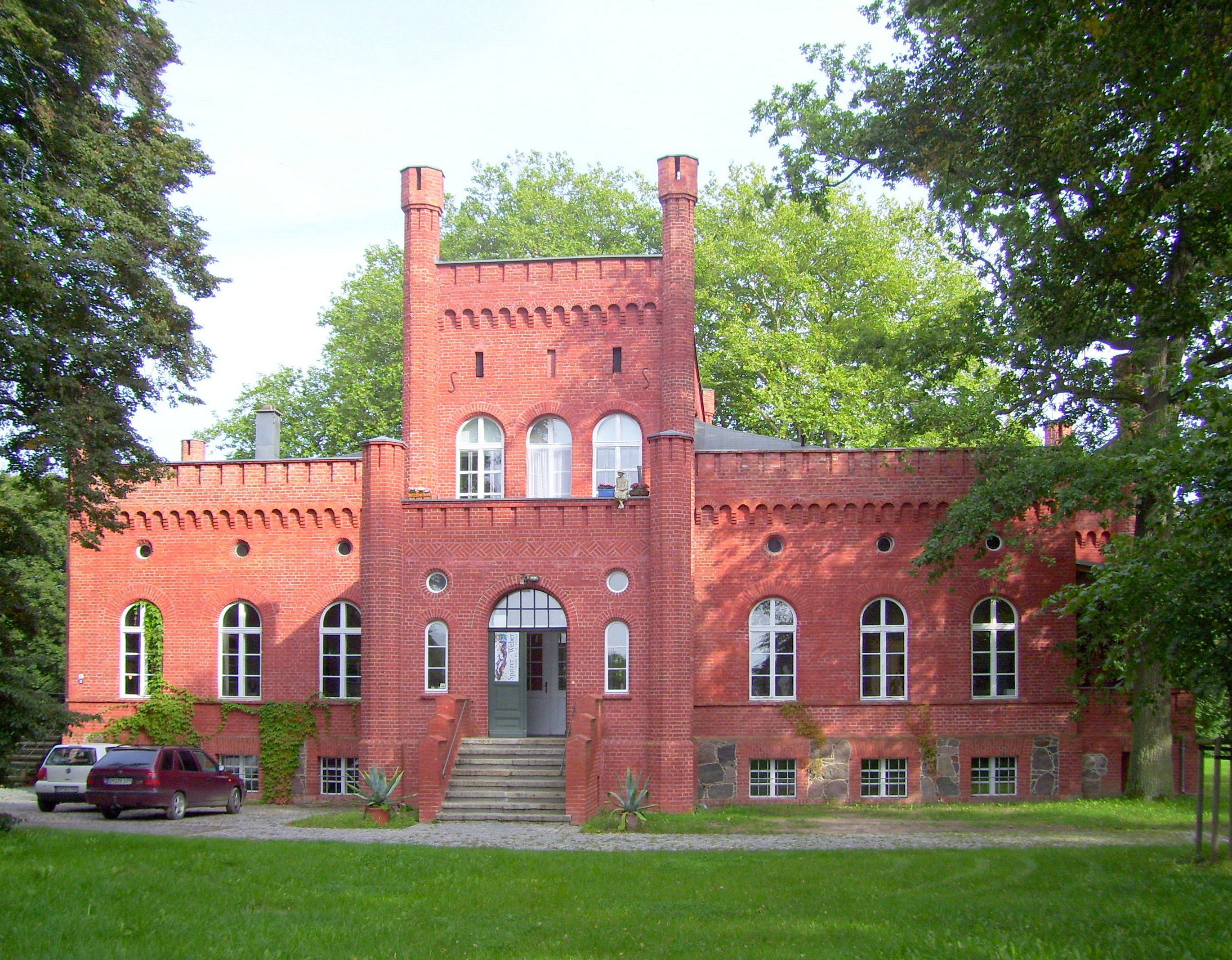
Herrenhaus Libnow, Vorderansicht

Der Lassaner Winkel ist nicht in den organisierten Tourismus der Insel Usedom eingebunden. Das von Einheimischen entworfene Tourismuskonzept „Kräuter, Kunst und Himmelsaugen“ setzt auf Regionalität und wurde dafür 2012 vom Land Mecklenburg-Vorpommern ausgezeichnet. Das Konzept richtet sich an individuelle Besucher und fördert einen sanften, umweltnahen Tourismus. Der Landstrich lässt sich gut mit dem Fahrrad oder zu Fuß erkunden. In den kleinen ehemaligen Gutsdörfern der Umgebung haben sich viele Künstler niedergelassen. Vor allem in den Sommermonaten gibt es zahlreiche Ausstellungen und Musikaufführungen.
Typisch für die Region sind die eiszeitlichen Sölle, sogenannte Himmelsaugen, mehrere Obstbaumalleen sowie die Lage am Peenestrom. Die Nähe zu den Ausläufern der beiden Naturparks Insel Usedom und Flusslandschaft Peenetal begünstigt eine reiche Fauna und Flora.
Barthold von Quistorp vom auf den Gütern Bauer, Krenzow und Vorwerk Lassan bis 1945 ansässigen Adelsgeschlecht derer von Quistorp schilderte die Landschaft 1903 wie folgt:

„Das Gut Vorwerk stößt südwärts an das Städtchen Lassan. Auf dem Ufer des Peenestroms, da wo er das Haff mit dem offenen Meere verbindet und zu der Ausbuchtung des Achterwassers sich erweitert, gelegen, bietet es landschaftliche Schönheiten, welche dem flachwelligen Vorpommern sonst versagt sind. Von der Lassaner Bucht schweift der Blick über den breiten Strom nach den Ufern des Eilandes Usedom hinüber, dessen hochgelegene Kirchen, dessen Wälder und Felder im Wechsel mit dem Wellenschlag der tief hineinspülenden Wasserflächen ein anziehendes Bild zeichnen.“

### Sehenswürdigkeiten

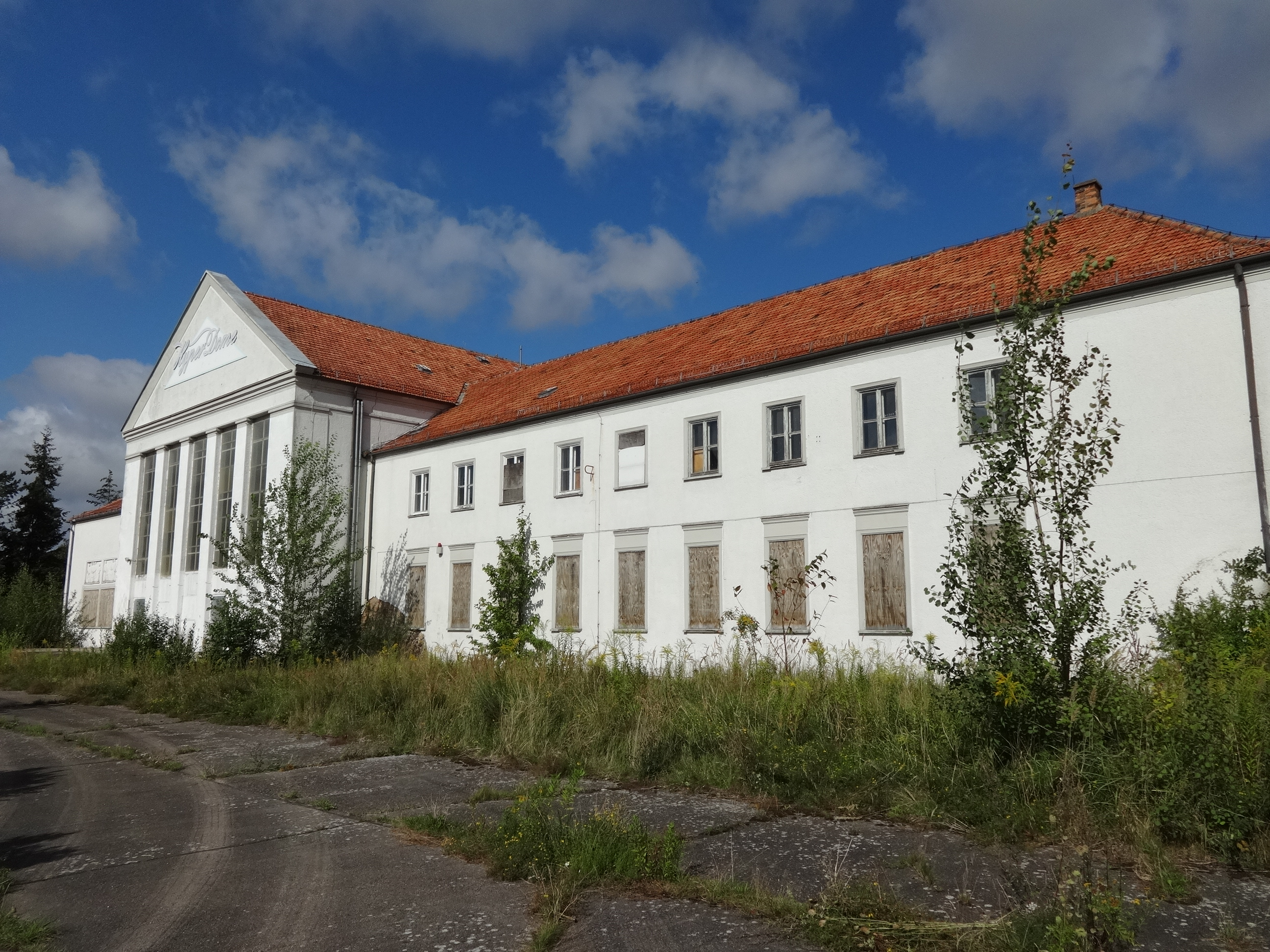
Kreiskulturhaus Murchin von (1954)

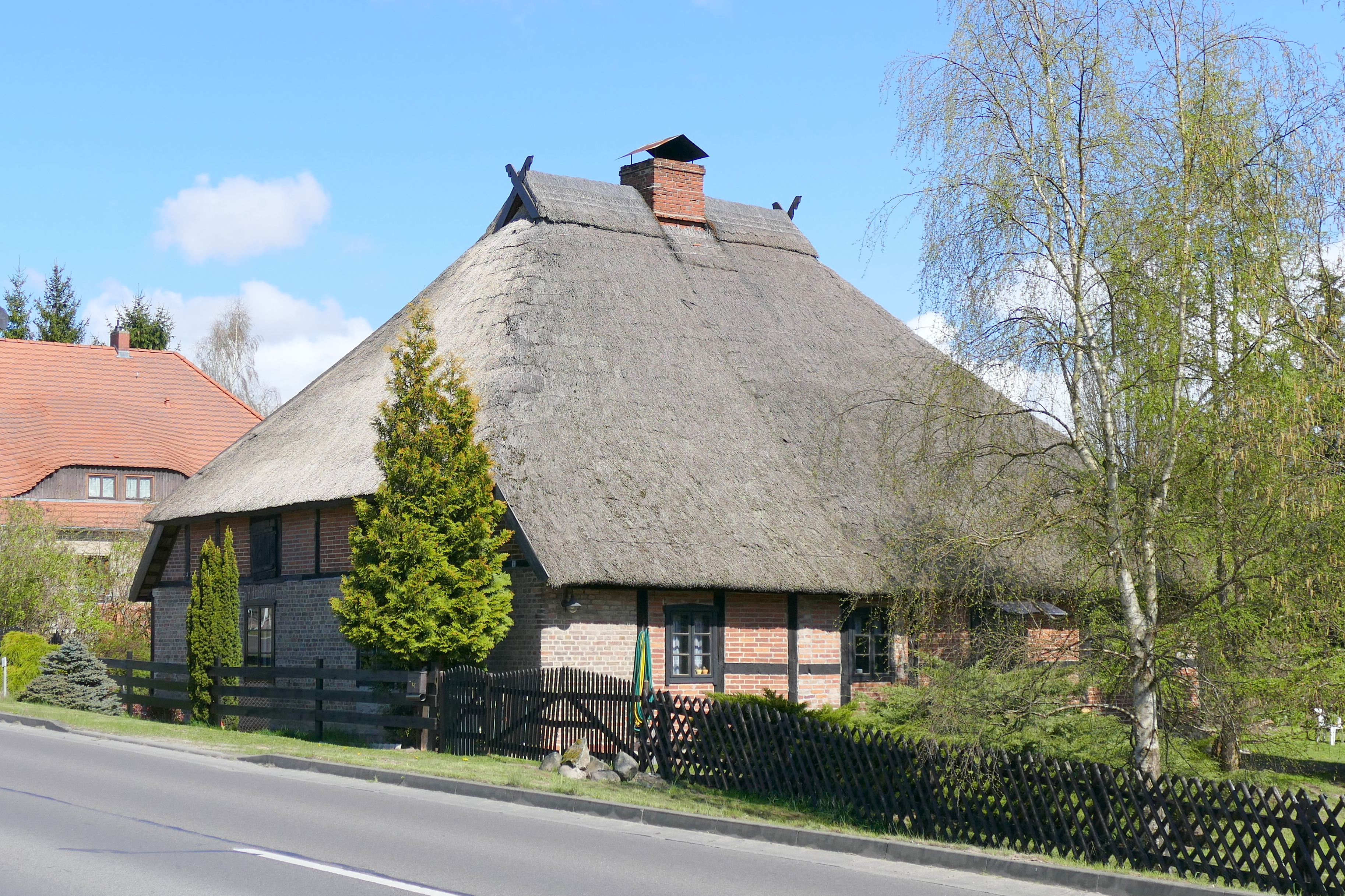
Vierpottkaten in Murchin

In Lassan gibt es mit der Lassaner Wassermühle und der dazugehörigen Friedrich-von-Lösewitz-Halle ein Museum zur Stadt- und Regionalgeschichte. Die beachtliche Vielfalt der Haustüren in Lassan verweist auf die Blüte des Holzhandwerks im 19. Jahrhundert. Die Kirchen von Wehrland-Bauer und Pinnow sind Pilgerkirchen des Jakobsweges an der Via Baltica.
Kirchen
- St. Johannis zu Lassan mit Ausstattung von Elias Keßler und Sommergalerie sowie nahegelegener Stadtmauer
- St. Nikolai zu Bauer mit barocker Deckenmalerei sowie „Utkiek“ mit Blick auf Peenestrom, Achterwasser und Weißem Berg der Gnitz-Halbinsel
- Dorfkirche Pinnow mit mittelalterlicher Wandbemalung und Grabplatten
- Kirche Murchin, kleine Saalkirche aus dem Jahr 1604

Besonderheiten
- Duft- und Tastgarten in Papendorf
- Großsteingräber bei Wehrland
- Vierpottkaten in Murchin
- neoklassizistisches Kreiskulturhaus Murchin von 1954
- Dauerwald von Buddenhagen bei Wolgast

Herrenhäuser
- klassizistisches Herrenhaus Buggenhagen (Till-Richter-Museum für moderne Kunst)
- klassizistisches Herrenhaus Alt-Bauer
- historistisches Herrenhaus Libnow (im Neu-Tudorstil)
- Vorwerk des ehemaligen Gutes Jamitzow mit Verwaltungsgebäude, Stall und Schmiede
- Gutshaus Waschow mit Gutspark, einstiger Herrensitz derer von Hackewitz
- Fachwerk-Gutshaus Klein Jasedow[12]
- neobarockes Gutshaus Pulow
- Gutshaus Papendorf

Alleen
- Mirabellenallee zwischen Lassan und Pulow
- Lindenallee aus 119 Sommer- und Winterlinden zwischen Wehrland und Bauer[13]

Badeseen
- Berliner See
- Großer Pinnower See
- Kleiner und Großer Papendorfer See
- Pulower See
- Straßensee

## Persönlichkeiten (Auswahl)
- Bernt Notke (* um 1435 in Lassan), bedeutender mittelalterlicher Maler und Bildhauer des Ostseeraumes
- Ernst Christoph von Buggenhagen (* 1753 in Buggenhagen), Landrat in Schwedisch-Pommern und Kurator der Universität Greifswald
- Wernher von Quistorp (* 1856 auf Gut Crenzow), preußischer Politiker und Gutsbesitzer, Großvater des Raumfahrtpioniers Wernher von Braun
- Theodor Bartus (* 1858 in Lassan), Museumstechniker und einziger Teilnehmer aller vier Turfanexpeditionen des Berliner Völkerkundemuseums